# Göran Persson
 Der er flere personer med dette navn, se Göran Persson (flertydig).
Hans Göran Persson (født 20. januar 1949) er en svensk socialdemokratisk politiker, der var Sveriges statsminister fra 1996 til 2006. Han var partileder for Socialdemokraterne fra 1996 til 2007.

## Baggrund
Han er født i Västra Vingåker i Södermanlands len. Hans forældre var Karin Persson (f. Jonson; 1924–99), født i Furingstad i Östergötland, og Thomas Persson (1911–07), født i Västra Vingåker. Persson voksede op med fire søskende: de ældre søskende Kerstin (f. 1943) og tvillingerne Jan og Bo (f. 1945) samt den yngre broder Bengt (f. 1950).

## Politisk karriere

### Borgmester og minister
Göran Persson var borgmester i en årrække i den lille kommune Katrineholm. I 1989 blev han undervisningsminister i Ingvar Carlssons første kabinet, og det varede indtil valget i 1991, da Socialdemokraterne blev stemt ud af regeringskontorerne. Som undervisningsminister gennemførte Persson med succes kommunaliseringen af de svenske skoler. Da Socialdemokraterne igen i 1994 fik regeringsmagten blev han finansminister. Persson var en af hjernerne bag "Persson-planen", som blev præsenteret i 1994, og som fokuserede på den vanskelige økonomiske situation Sverige befandt sig i på den tid under den recession, som begyndte i de tidlige 90'ere, med høj arbejdsløshed og et stort budget-underskud. Statsminister Carl Bildt havde baseret sig på en skrøbelig koalition mellem Moderaterne og 3 andre liberale og konservative partier. Udfaldet af 1994 valget blev en succes for socialdemokraterne, da de opnåede mere end 45 % af stemmerne.
Som finansminister var en stor del af Perssons arbejde fokuseret på at opnå en finansiel balance i økonomien. Persson gør ofte opmærksom på, at han "ryddede op" efter Bildt.

### Partileder og statsminister
I 1996 blev Persson udpeget til vice-statsminister i stedet for Mona Sahlin for at lede landet, da Carlsson trådte tilbage. Persson fortsatte, hvor han slap som finansminister – ved konstant at være i spidsen for regeringens bestræbelser på at aflaste Sveriges kroniske budgetunderskud. I 1994 var det årlige underskud omkring 13 % af BNP. Men efter implementering af velfærdsnedskæringer og skatteforhøjelser faldt det til et forventet 2,6 % af BNP i 1997, hvilket bragte Sverige i en position, hvor det kvalificerede sig til at deltage i den europæiske økonomiske og monetære union. Men prisen var høj: Arbejdsløsheden voksede til 13 %, for så pludselig at falde til 6,5 % samme år. Göran Persson nævner selv budgetsaneringen som sit største politiske resultat: 
| “ | detta att vi lyckades återvinna en bra sysselsättning och en stark ekonomisk utveckling utan att behöva fördärva grunderna för vårt välfärdssamhälle. Och vi gick hårt fram, vi gav oss på pensionärernas bostadsbidrag, även om detta beslut togs tillbaka senare, och barnbidragen, flerbarnstillägget, till och med kungahusets apanage, och ingen yrkesgrupp undantogs. | ” |

Han har været tilfreds med at holde Sverige uden for ØMU – i 1997 modsatte han sig, at Sverige skulle slutte sig til eurozonen ved dens begyndelse i 1999, idet en svag krone har været en af hovedårsagerne til, at svenske eksportvirksomheder har kunnet konkurrere og erobre markedsandele, og dermed bidraget positivt til Perssons genopretning af svensk økonomi. Han var statsminister fra 21. marts 1996 til 6. oktober 2006.
Persson afgik efter Riksdagsvalget 2006 som statsminister og partileder. Som statsminister afløstes han af Fredrik Reinfeldt. På en ekstra partikongres i marts 2007 afløste Mona Sahlin ham som socialdemokratisk partileder. Han udtrådte af Riksdagen i april 2007.

### Nordkorea-politik
Under det svenske EU-formandskab i første halvår af 2001 rejste Persson sammen med Javier Solana og EU-kommissær Chris Patten til Nordkorea, og de kom tilbage med det samme indtryk: "De folk er på ingen måde vanvittige. De er meget velorienterede, og de er parate til at forhandle." Det bekræftede det indtryk, som Ruslands præsident Vladimir Putin og USA's udenrigsminister Madeleine Albright havde fået kort forinden, og sidstnævnte havde endda opbygget en personlig menneskelig relation med Nordkoreas leder, Kim Jong-il, og prøvede at få sin chef, Bill Clinton til at engagere sig og rejse til Nordkorea for at forhandle. Clinton ønskede dette, men der var ikke politisk opbakning til det i Washington. Stærke kræfter ønskede, at Clinton i stedet skulle engagere sig i fredsprocessen i Mellemøsten, som kørte af sporet i efteråret 2000.